# Charles Saatchi
Charles Saatchi, né le 9 juin 1943 à Bagdad en Irak, est un publicitaire, collectionneur, marchand d'art et galeriste britannique ayant une influence majeure dans le monde de l'art contemporain. Il a ouvert à Londres en 1985 la galerie Saatchi, située depuis 2003 dans le quartier de Chelsea.

## Biographie

### Enfance
Charles Saatchi est né en Irak dans une famille juive d'ascendance turque. Son père, Nathan, est un marchand de tissus prospère. Sa famille émigre en Angleterre à Hampstead lorsqu'il a quatre ans, alors que la situation des juifs en Irak devient critique.

### Saatchi & Saatchi
Publicitaire de formation, Charles Saatchi est copywriter dans les années 1960, et travaille pour les agences Benton & Bowles, puis Collett Dickenson Pearce.
Il co-fonde en 1970 avec son frère Maurice l'agence Saatchi & Saatchi, avec un investissement initial de 60 000 $ levé auprès d'investisseurs dont Mary Quant. Le slogan de l'agence est « Nothing is impossible » (« rien n'est impossible »). En 1978, l'agence est choisie par Margaret Thatcher pour gérer sa campagne qui la mena à la tête du pays. Cette campagne signe le début de la notoriété internationale de l'agence. En 1986, l'agence des frères Saatchi fait l'acquisition de l'agence américaine Ted Bates Agency. Début 1995, alors que le groupe Saatchi & Saatchi a traversé de graves difficultés financières et de profondes restructurations, Charles Saatchi quitte le groupe qu'il a co-fondé, quelques semaines après le départ de son frère.

### Galerie Saatchi
Charles Saatchi s'investit massivement dans l'art au début des années 1980. Sa méthode consiste à acheter toute la production d'un artiste pour en contrôler le marché. Il ouvre, en 1985, une prestigieuse galerie à Londres qui aura notamment pour vocation de promouvoir les jeunes artistes contemporains britanniques et américains (YBA, pour Young British Artists) tels que Damien Hirst et Tracey Emin. 
Le 8 décembre 1998, il vend via la maison Christie's 130 œuvres de 97 artistes, pour une valeur estimée à $1,6 million.
En juillet 2007, il annonce sa volonté d'ouvrir un musée gratuit d'art contemporain en association avec le commissaire-priseur suisse Simon de Pury, président de la maison de ventes aux enchères Phillips-De Pury & Co.
En 2018 la galerie subit une baisse de fréquentation qui engendre des pertes. L'année suivante, la galerie devient une fondation.

## Ouvrages
- Be the Worst You Can Be, ed. Abrams, avril 2012,  (ISBN 978-1419703737)
- My Name Is Charles Saatchi and I Am An Artoholic, ed. Booth-Clibborn, aoüt 2012,  (ISBN 978-1861543332)

## Vie privée
Il se marie avec Kay Saatchi en 1990, dont il divorce en 2001. Ils ont une fille, Phoebe.
En 2003, Charles Saatchi se marie avec Nigella Lawson, célèbre animatrice d'émissions culinaires à la télévision britannique. Le 7 juillet 2013, il annonce leur divorce par presse interposée.